# Szczepanowice (Opole)
Szczepanowice (deutsch Sczepanowitz, 1934–1945 Stefanshöh) ist ein Stadtteil der kreisfreien Stadt Oppeln in der polnischen Woiwodschaft Oppeln.

## Geographie

### Geographische Lage
Das Straßendorf Szczepanowice liegt etwa drei Kilometer südwestlich der Innenstadt von Oppeln auf der linken Uferseite vom Flutkanal, einem künstlichen Seitenarm der Oder. Szczepanowice liegt in der Nizina Śląska (Schlesischen Tiefebene) innerhalb der Równina Opolska (Oppelner Ebene). Nördlich der Ortschaft befindet sich der Bahnhof Opole Zachodnie (dt. Oppelner Westbahnhof) mit Verbindungen nach Breslau und Nysa. Weiterhin verlaufen durch die Ortschaft die Landesstraße Droga krajowa 45 sowie die Woiwodschaftsstraße Droga wojewódzka 414.

### Nachbarorte
Szczepanowice grenzt im Norden an den Oppelner Stadtteil Zaodrze (Odervorstadt), im Süden an Wójtowa Wieś, im Westen an Chmiellowitz (Chmielowice) und Zirkowitz (Żerkowice).

## Geschichte

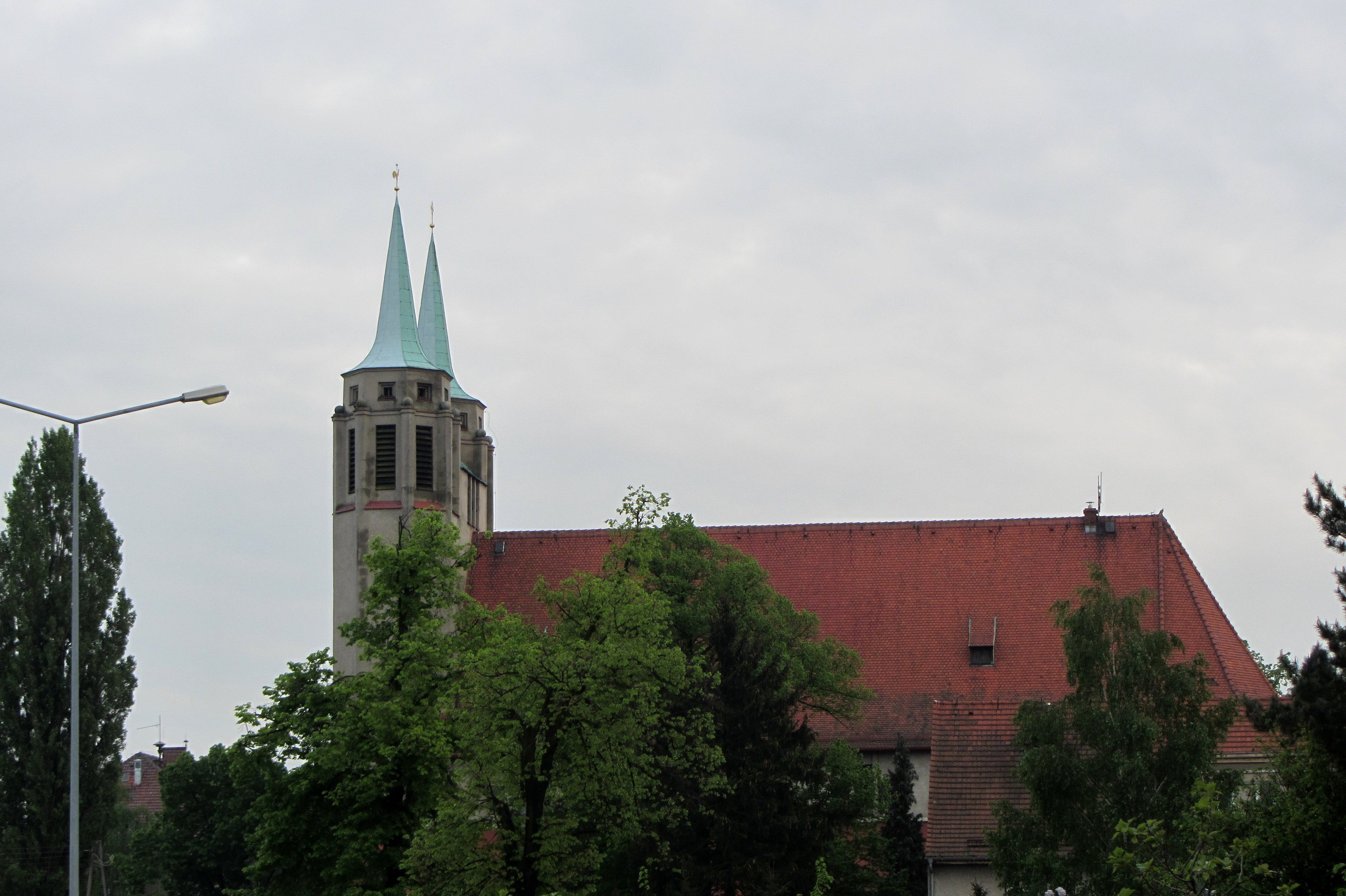
St. Josef

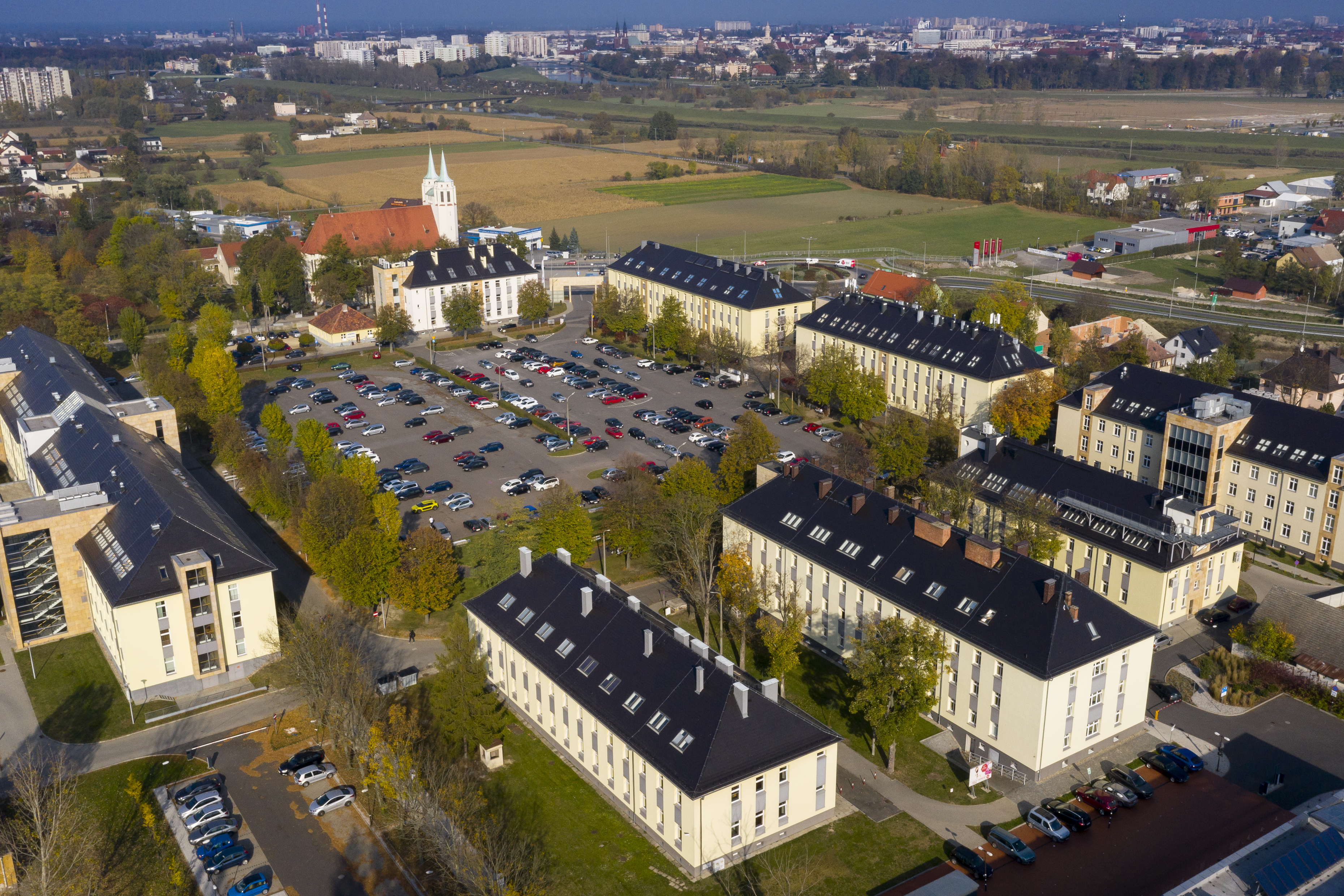
Blick über den Campus der Politechnika Opole

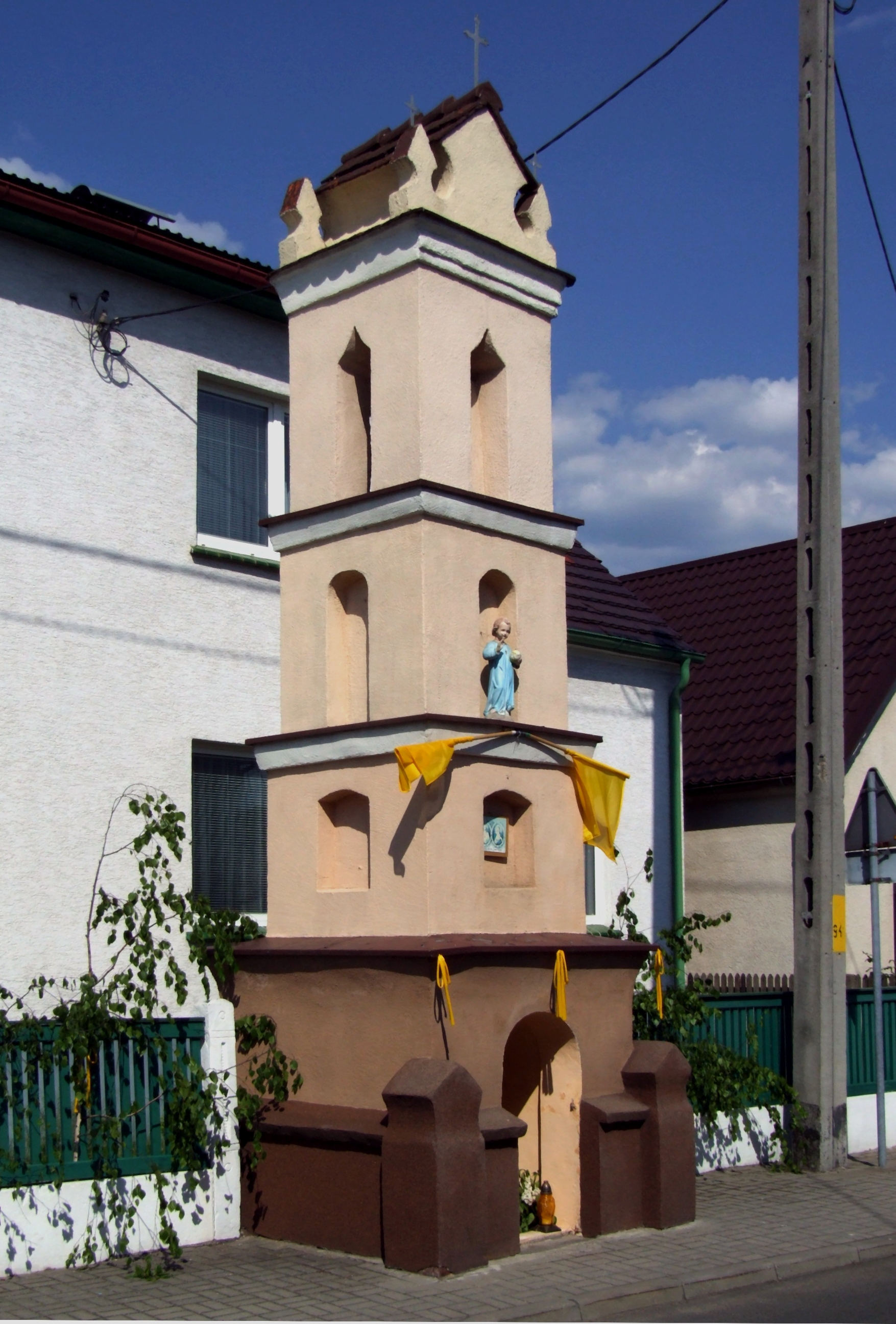
Straßenkapelle

Der Ort Sczepanowitz wurde 1254 zum ersten Mal als Sczepanowicz erwähnt. Weitere Erwähnungen erfolgten 1278 als Sczepanowice, 1295 als Schepanowitz und 1532 als Stczepanowitz.
Nach dem Ersten Schlesischen Krieg 1742 fiel Sczepanowitz mit dem größten Teil Schlesiens an Preußen. 1778 wurde im Ort eine evangelische Schule eingerichtet.
Nach der Neuorganisation der Provinz Schlesien gehörte die Landgemeinde Sczepanowitz ab 1816 zum Landkreis Oppeln im Regierungsbezirk Oppeln. 1845 bestanden im Dorf ein Vorwerk, eine evangelische Schule, eine Ziegelei und 23 Häuser. Im gleichen Jahr lebten in Sczepanowitz 193 Menschen, davon acht katholisch. 1855 lebten in Sczepanowitz 228 Menschen. 1865 bestanden im Dorf ein Bauer, ein Halbbauern, fünf Häusler und ein Angerhäusler. Eingepfarrt war das Dorf nach Oppeln. 1874 wurde der Amtsbezirk Sczepanowitz  gegründet, welcher aus den Landgemeinden Chrzowitz, Follwark, Gorrek, Sczepanowitz, Vogtsdorf und Winau und den Gutsbezirken Sczepanowitz Domäne und Winau Domäne bestand. Erster Amtsvorsteher war der Kgl. Oberamtmann Hohberg in Sczepanowitz. 1885 zählte Sczepanowitz 324 Einwohner.
Bei der Volksabstimmung in Oberschlesien am 20. März 1921 stimmten 359 Wahlberechtigte für einen Verbleib bei Deutschland und 242 für Polen. Sczepanowitz verblieb beim Deutschen Reich. 1925 lebten im Ort 1152 Einwohner. Im Frühjahr des Jahres 1928 begann der Bau der St.-Josef-Kirche. Das Gotteshaus wurde am 6. Oktober 1929 geweiht. Am 30. Januar 1934 wurde der Ort in Stefanshöh umbenannt. Am 1. April 1936 wurde Stefanshöh vom Landkreis Oppeln in die Stadt Oppeln eingemeindet. Im gleichen Jahr entstand die Kaserne südlich der Ortschaft.
1945 kam der bisher deutsche Ort unter polnische Verwaltung, wurde in Szczepanowice umbenannt und der Woiwodschaft Schlesien angeschlossen. 1950 kam der Ort zur Woiwodschaft Oppeln. 1997 wurde das Dorf beim Oderhochwasser überflutet. Im Dezember 2013 eröffnete südlich des Kasernengeländes an der ul. Prószkowska das Hallenschwimmbad Wodna Nuta.

## Sehenswürdigkeiten

### St.-Josef-Kirche
Die römisch-katholische Kirche St. Josef (poln. Kościół św. Józefa) wurde 1929 errichtet. Der Entwurf stammt vom Architekten Arthur Kickton. 

### Weitere Sehenswürdigkeiten
- St.-Franziskus-Haus – 1868 erbautes Seniorenheim, 2005 Erweiterung[12]
- Straßenkapelle in der ul. Wojciecha Biasa
- Steinernes Wegekreuz

## Vereine
- Deutscher Freundschaftskreis
- Sportverein LZS Szczepanowice
- Freiwillige Feuerwehr OSP Szczepanowice–Opole
- Blasorchester Orkiestra Dęta Opole-Szczepanowice